# Percepción sonora
La percepción sonora es el resultado de procesos psicológicos que tienen lugar en el sistema auditivo central y que permiten interpretar los sonidos recibidos.
La psicoacústica Archivado el 27 de octubre de 2019 en Wayback Machine. es la rama de la psicofísica que estudia la relación existente entre las características físicas de un estímulo sonoro, y la respuesta de carácter psicológico que este provoca en un sujeto.
Marshall McLuhan en su teoría de la percepción afirma que la imagen sonora necesita fortalecerse por medio de otros sentidos. No porque la imagen sonora sea débil, sino porque la percepción humana tiene gran dependencia de la percepción visual; es decir, el sentido del oído necesita de la vista para confirmar lo que ha percibido. Nota: aunque, músicos como Stevie Wonder, Ray Charles, entre otros, son o fueron músicos ciegos.

## Teorías de la audición

### Teoría del lugar
Esta teoría afirma que existe una organización tono-tópica de las frecuencias en la membrana basilar. En otras palabras, las células sensoriales cercanas a la base de la membrana basilar se ven afectadas, principalmente, por tonos de alta frecuencia. En cambio, las que se localizan cerca del helicotrema reciben estímulos, principalmente, de tonos de baja frecuencia. Además, afirma que diferentes frecuencias excitan distintas fibras nerviosas del área auditiva primaria.
En 1863, Hermann von Helmholtz propuso la primera versión de la teoría, bajo el supuesto de que la cóclea poseía propiedades de resonancia. Sin embargo, Georg von Békésy fue el experto que estudió y realizó descubrimientos acerca de la operación del oído interno que respaldan la teoría. Los hallazgos de Békésy se relacionan con la hidrodinámica del oído interno. Según él, el proceso auditivo consiste en una onda de sonido que viaja desde la región más rígida y angosta de la membrana basilar hasta la región más ancha. En el camino, las vibraciones de alta frecuencia generan ondas cuyo punto máximo de desplazamiento se encuentra cerca del estribo, mientras que las vibraciones de baja frecuencia generan ondas cuyo punto máximo de desplazamiento se encuentra cerca del helicotrema.
La teoría, además de explicar la recepción de frecuencia, se ha propuesto para explicar cómo se registra la intensidad del sonido, debido a que mientras más intenso es un sonido, mayor es la región de la membrana basilar involucrada.

### Teoría de frecuencia
También llamada Teoría de periodicidad, afirma que la membrana basilar vibra en su totalidad, reproduciendo las vibraciones del sonido. Según esta teoría, el cerebro es el instrumento analizador y el tono escuchado está determinado por la frecuencia de impulsos que viajan por el nervio auditivo. Fue propuesta por Ernest Gleen Wever y Charles Bray en 1930. La mayor parte de la evidencia que la respalda proviene del estudio con peces, los cuales carecen de un sistema periférico de análisis de frecuencias, por lo que deben poseer esta capacidad discriminatoria.
La teoría fue criticada puesto que una fibra nerviosa no puede responder más de 1000 veces por segundo, lo cual significa que no puede transmitir frecuencias de más de 1000 Hz; en consecuencia, la teoría explicar todo el intervalo de frecuencias audibles. Para corregir este problema, en 1949 se desarrolló el principio de andanada, el cual dice que la actividad neural total, o potencial de acción total, se distribuye en una serie de fibras nerviosas auditivas, lo cual significa que cada fibra nerviosa no dispara en el mismo momento, sino que se activan coordinadamente para producir la frecuencia del estímulo.

## Fases de la percepción sonora
La percepción auditiva se da en cinco fases:
- Detección
- Discriminación
- Identificación
- Reconocimiento
- Comprensión

## Percepción de las cualidades del sonido
Las cualidades (características) del sonido son:
- Intensidad o potencia
- Tono o altura
- Timbre o color
- Duración

Estas cualidades vienen determinadas por los propios parámetros de las ondas sonoras, principalmente por la frecuencia y la amplitud.
Los parámetros psicoacústicos más relevantes son:
- Sonoridad: la percepción subjetiva de la intensidad (amplitud).
- Altura: está ligada a la percepción del tono (en concreto, cómo se percibe lo grave o agudo que es un sonido).
- Timbre: la capacidad que permite distinguir la misma nota producida por dos instrumentos musicales diferentes. Se caracteriza por la forma de la onda, es decir, por su componente armónico.
- Duración: el tiempo que vibra la onda del sonido.

Debido a la sensibilidad (eficiencia de la respuesta en frecuencia) del oído humano, estos términos en el contexto de la psicoacústica no son totalmente independientes. Las cuatro se influyen mutuamente; al modificar un parámetro cambian los otros y la percepción del sonido. Por ejemplo, si se modifica la intensidad de un sonido (su sonoridad), esto afecta a la percepción de la altura y del timbre.

## Escucha binaural
Es la manera en la que el ser humano percibe el sonido. Se encarga de que el oído identifique la dirección y la distancia de un canto (sonido).